# Graphina coccospora
Graphina coccospora är en lavart som beskrevs av Aptroot. Graphina coccospora ingår i släktet Graphina och familjen Graphidaceae.   Inga underarter finns listade i Catalogue of Life.